# Máquina de Turing Não Ambígua
Na computação teórica, uma máquina de Turing é um máquina teórica que é usada no experimento mental para examinar as capacidades e limitações de computadores. Uma máquina de Turing não ambígua é um tipo especial de máquina de Turing não determinística, a qual, de certa forma, é semelhante a uma máquina de Turing determinística.

## Definição Formal
Uma máquina de Turing não determinística é representada formalmente por uma 6-tupla, {\displaystyle M=(Q,\Sigma ,\iota ,\sqcup ,A,\delta )}. Um máquina de Turing não ambígua é uma máquina de Turing não determinística, tal que, para toda entrada w = a1a2 ... an, existe no máximo uma sequência de configurações c0,c1, ..., cm com as seguintes condições:
1. c0 é a configuração inicial da entrada w
2. ci+1 é o sucessor do ci e
3. cm é uma configuração de aceitação.

Em outras palavras, se w é aceita por M, há exatamente uma computação de aceitação.

## Expressividade
Uma máquina de Turing (determinística) é uma máquina de Turing não ambígua. De fato, para cada entrada, há exatamente uma computação possível.
Por um lado, uma máquina de Turing não ambígua tem a mesma expressividade de uma máquina de Turing. De fato, ela é um subconjunto das máquinas de Turing não determinísticas, que tem a mesma expressividade das máquinas de Turing.
Por outro lado, a classe de complexidade "tempo polinomial não-determinístico não-ambíguo" é supostamente menos expressiva do que a classe "tempo polinomial não-determinístico". 